# Brownville Junction
Brownville Junction es un lugar designado por el censo ubicado en el condado de Piscataquis en el estado estadounidense de Maine. En el Censo de 2020 tenía una población de 506 habitantes y una densidad poblacional de 304,,82 habitantes por km². Fue incluido como CDP en el censo de 2020. 

## Geografía
Brownville Junction se encuentra ubicado en las coordenadas 45°21′02″N 69°03′13″O / 45.35056, -69.05361. Según la Oficina del Censo de los Estados Unidos,  tiene una superficie total de 1,66 km², todos correspondientes a tierra firme.